# Arrano beltza

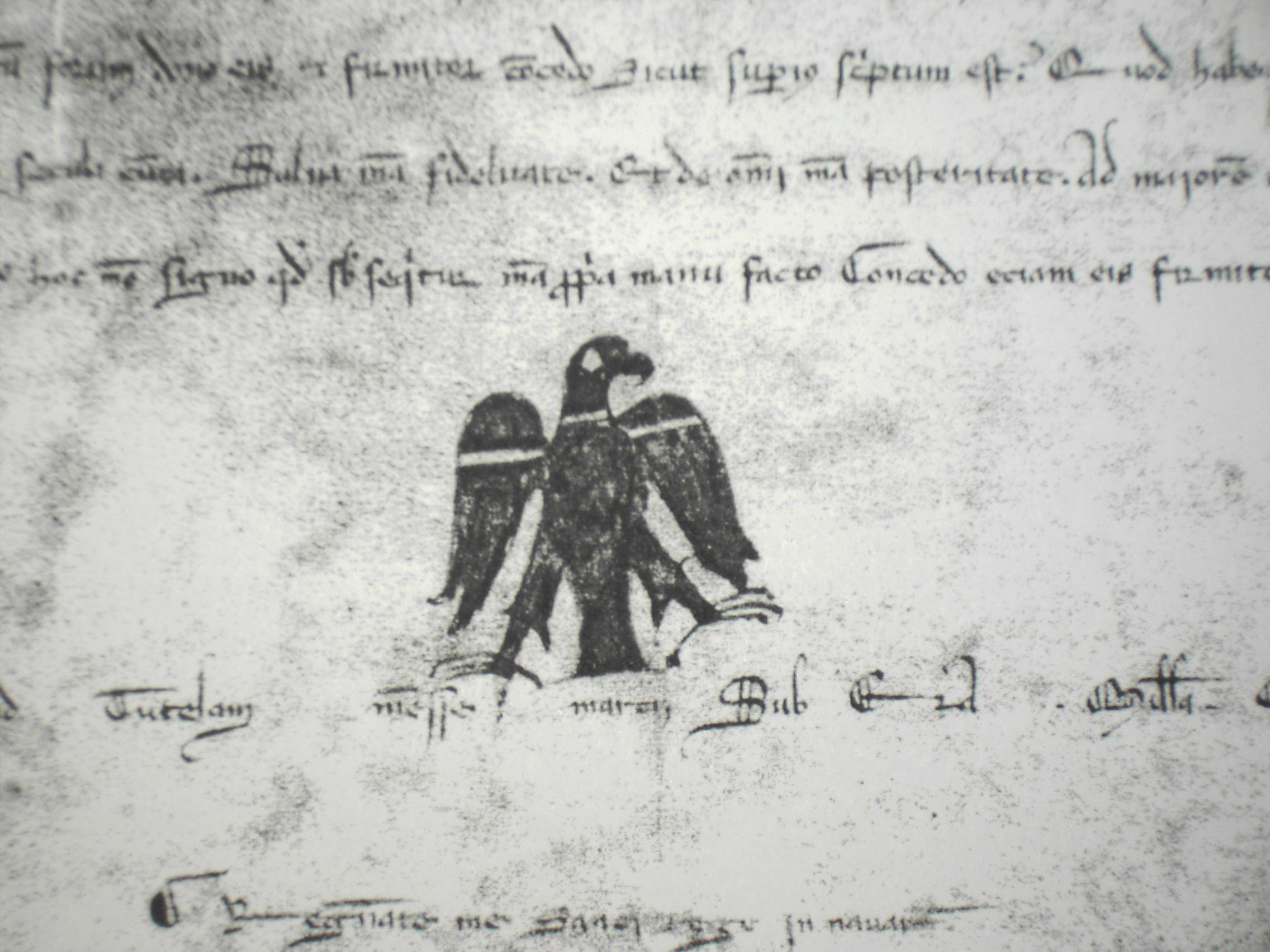
Sceau du roi Sanche VII de Navarre

L'Arrano beltza (littéralement "aigle noir" en basque et dénomination courante de l'aigle royal Aquila chrysaetos) est un symbole représentant un aigle noir généralement sur fond jaune. Il est utilisé fréquemment depuis les années 1970 par le mouvement abertzale, mais a pu être revendiqué par d'autres courants politiques.

## Origines
Il existe plusieurs théories relatives à l'origine du symbole et sa signification. Les premières preuves sigillographiques faisant état de l'utilisation d'un aigle au Pays basque remontent au règne de Sancho VII de Navarre (1194-1234) : l'aigle royal est utilisé comme sceau dans un document daté de 1219 écrit en latin et roman, le monarque y déclarant "l'aigle est mon emblème",. L'aigle apparaît également dans un autre document signé du même roi en 1203. Il serait devenu un emblème de la famille royale navarraise, le dernier sceau connu de Sancho VII, daté de 1225, associant un aigle et un lion, emblème de son grand-père Alfonso VII de León. L'aigle aurait ainsi représenté le royaume au même titre que les chaînes de la bataille de Las Navas de Tolosa, à laquelle participa Sancho VII.

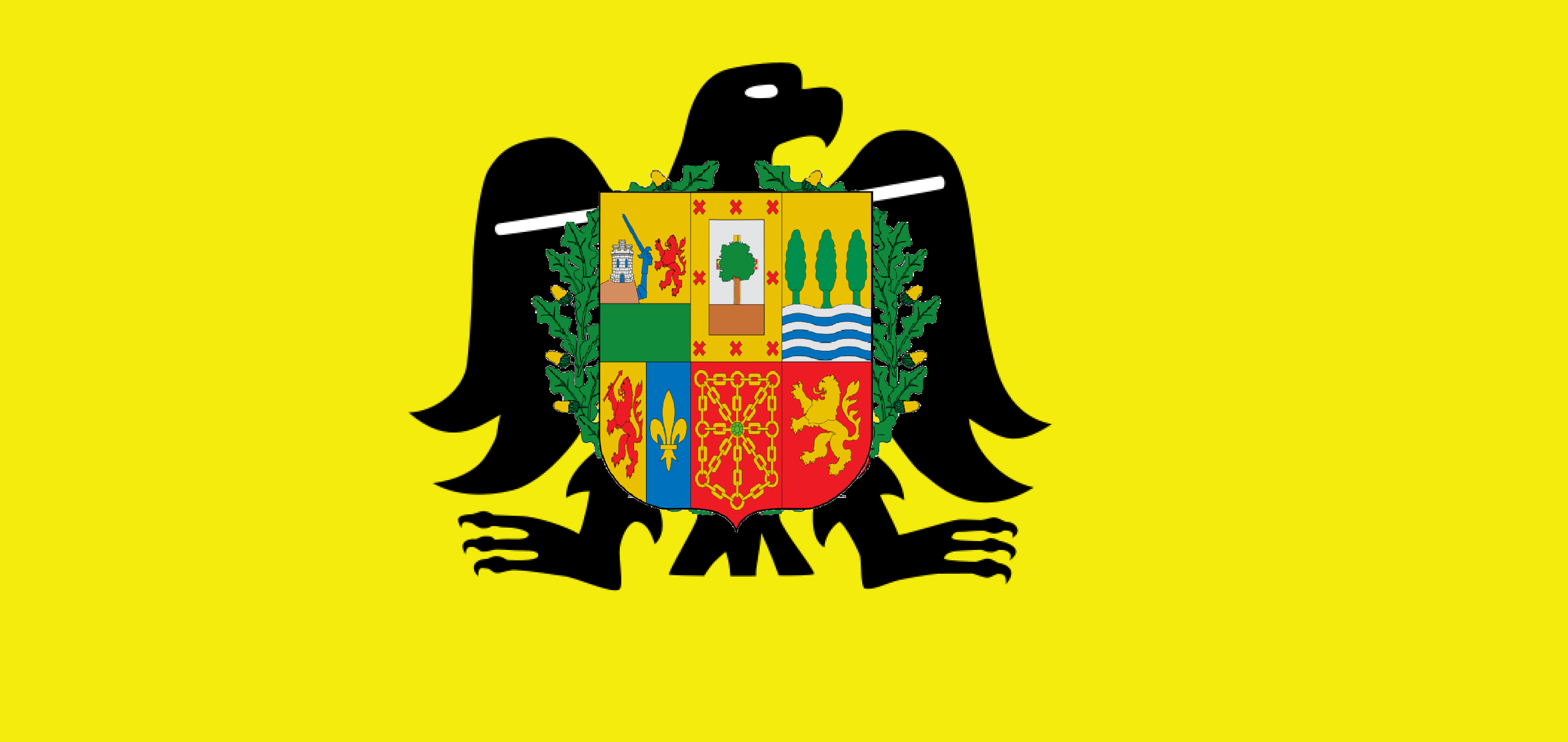
Zazpiak Bat avec un arrano beltza

Plusieurs figures proches du mouvement abertzale font remonter l'utilisation de l'aigle noir à l'époque de la fondation de la dynastie Jiménez au IXe siècle et au règne d'Eneko Arista, voire à celui de Sanche III Garcés (dont l'emblème aurait été un aigle noir sur fond rouge) dont le royaume comprenait les territoires constituant l'Euskal Herria revendiqué par le mouvement abertzale. Selon Faustino Menéndez Pidal, il n'existe cependant aucune preuve d'une utilisation antérieure à Sancho VII de l'emblème de l'aigle,,. Une explication de l'usage d'un aigle pourrait se trouver dans le nom de la famille normande des De l'Aigle, à laquelle appartenait la grand-mère de Sancho VII, Margarita de l'Aigle.

## Utilisation politique contemporaine
L'utilisation de l'arrano beltza comme emblème revendiqué par le mouvement abertzale remonte à la fin des années 1970. Telesforo Monzón, l'un des principaux dirigeants d'Herri Batasuna, serait à l'origine de la volonté de l'utiliser comme caution historique des revendications nationalistes. Elle s'inscrit alors dans une stratégie de consolidation des revendications politiques par l'usage de symboles prouvant l'unité historique de la nation basque sur un territoire s'étendant sur les sept provinces. La première utilisation publique d'un aigle noir sur fond jaune par le mouvement abertzale remonte à août 1978 lors de la célébration de l'Arbasoen Eguna, qui célèbre la victoire des Vascons sur Charlemagne.
À partir de cette date, l'aigle est régulièrement utilisé dans l'iconographie nationaliste basque (fresques murales, drapeaux, tracts),, aux côtés d'autres symboles comme le Lauburu et le Zazpiak Bat. En 1984, lors des funérailles du militant d'ETA Angel Gurbindo, assassiné par les GAL, son cercueil est ainsi recouvert d'un drapeau à l'effigie de l'arrano beltza. Iñaki Iriarte Lopez souligne également la présence régulière de ce symbole aux côtés de l'ikurriña et du drapeau navarrais lors des vidéos diffusant des communiqués d'ETA,. La justice espagnole a d'ailleurs considéré lors de plusieurs procès que l'arrano beltza correspondait à une apologie du terrorisme,.
D'autres mouvances politiques ont utilisé le symbole de l'aigle noir dans un objectif opposé : des organisations d'extrême droite espagnoles, dont notamment La Falange en ont ainsi revendiqué l'usage en en faisant le symbole de l'unité espagnole telle qu'elle aurait été construite par Sanche III de Navarre, surnommé "Rex Hispaniarum" ou "Rex Ibericus".

## Musique
Arrano beltza est le titre d'une chanson datant de 1974 du chanteur-compositeur basque Mikel Laboa d'après un poème de José Antonio Artze dit Hartzabal écrit l'année précédente, puis repris par le groupe de rock Negu Gorriak avec les paroles suivantes :
| Arrano beltzarekin joan ziren joan joan Jaengo Navas de Tolosara Nafarrak eta kate kateekin itzuli etxera. | Ils sont partis avec l'aigle royal partis, partis à Navas de Tolosa dans (la province de) Jaén Les Navarrais et sont revenus dans leurs foyers avec les chaînes. |

## Voir articles
- Images des aigles héraldiques
- Aigle (héraldique)